# Juan Altisent
Juan Altisent Ceardi (Barcelona, 1891-Barcelona, 1971) fue un compositor español. El fondo personal de Juan Altisent se conserva en la Biblioteca de Cataluña.

## Biografía
Estudió en el Conservatorio Municipal de Música de Barcelona y en el Conservatorio del Liceo. Fue compositor polifacético, profesor de música, intérprete de órgano y dirigió el Orfeón Barcelonés durante varios años.
Fue presidente de la Junta del Conservatorio del Liceo. En 1955 creó el Premio Juan Altisent que ganó, en alguna de sus ediciones anuales, el clarinetista y compositor Rafael Grimal Olmos (1963), y diversos alumnos de la Escola de Música Josep Maria Ruera.
A finales de los años 50 se hizo construir el 'Auditori Joan Altisent, una sala de música particular situada en la ronda del General Mitre de Barcelona, y allí organizó muchos conciertos privados. Como continuación del activo mecenazgo musical de Juan Altisent, en 2003 sus herederas hicieron donación al Conservatorio de Música Isaac Albéniz, de Gerona, del órgano que había presidido el escenario del Auditorio desde 1962.
En 1958 fue nombrado académico correspondiente de la Real Academia de Bellas Artes de la Purísima Concepción de Valladolid, ciudad donde existe una calle dedicada a Altisent. La radio La voz de Valladolid convocó en 1959 el primer Premio Juan Altisent, que ganó el organista José Enrique Ayarra.
Fue un compositor muy variado: conciertos para diversos instrumentos solistas, canciones, sardanas, una ópera, un ballet ... Siguió un camino enraizado en la tradición, interesándose especialmente por la música de cámara y el Renacimiento. Su obra más conocida es, probablemente, Idil·li, que figura en el repertorio de buen número de corales españolas. Como autor, Altisent siguió una línea tradicional, con influencias de la música renacentista.
Su hijo, Antoni Altisent, y dos de sus nietos, Joan Albert Amargós y Feliu Gasull, también son compositores. Su hija, Aurora Altisent fue una reconocida pintora, dibujante y escultora.
El Ayuntamiento de Barcelona le dedicó en noviembre de 1981 un espacio entre la calle Gelabert y el Camí Vell de Sarrià, los Jardins Joan Altisent.

## Su obra
- Un bateig de fadrins i mosses (inédito), zarzuela en un acto con libreto de Josep Iglésies.[3]
- Charivari Marsch: marcha circense (ca. 1958), escrita junto a Manuel Pascual Pons, de la comedia lírica Pensaré siempre en ti
- Concert per a trompa i orquestra (1962)
- Diferencias sobre una cántiga de Alfonso X el Sabio, para dos pianos
- Doble concert per a flauta, clarinet i orquestra (1954)
- Gavines (1962), ballet en un acto y tres cuadros con coreografía de Joan Magrinyà, sobre temas marineros de Villanueva y Geltrú
- Honneur a Foch: marche triomphale, para piano
- Polca 1800: charivari marsch
- Soliloquio (1969), par saxo y piano
- Suite per a orgue i orquestra (1962)
- Toccata impromptu (1960), para piano
- Tres impresiones (1969), para clarinete y piano

### Canciones
- Con letra de Josep Maria Gibert i Fèlix: L'ametller (1951), Les cireres de Sant Climent (1951), Goigs a la Mare de Déu de Lourdes (1959), Pregària a la Verge del Carme, para coro a dos voces y piano
- Fragmentos de El jardiner, de Rabindranath Tagore, con traducciones catalana de Maria de Quadras y castellana de Juan Ramón Jiménez: No te vayas sin decirlo (1961), On vas tan de pressa amb ton cistell? (1956), Parla'm, amor (1955)

- Acròstic, para voz y piano, con letra de Lluís Valeri
- Amor de mare (1948), para soprano y orquesta, poesía de Jaume Boloix
- Cançó de bressol (1948), para soprano y orquesta, con letra de Damas Calvet. Hay una grabación de Maria del Mar Bonet y el guitarrista Feliu Gasull[4]
- Cançó de les boles de neu (1960), del poema de Ramon Masifern Les flors del Montserrat
- Cançó de maig
- Cançó del mar (1948), para soprano y orquesta, letra y música de Juan Altisent
- La cançó del mestre Jan (1964), instrumentada para cobla, con letra del poema Cançó de la farga de Francesc Pelagi Briz
- La cançó del despistat, para coro
- Cantem, companys
- Cántiga de Santa María, obra de Alfonso X El Sabio harmonizada por J.Altisent
- Dia d'hivern (1960?), para mezzosoprano contralt, sobre una poesía de Lluís Valeri
- Esplai de primavera (1948), para soprano y orquesta
- Idil·li, para coro de 4 voces mixtas Lletra i Partitura en PDF [5]
- La mort del pastor
- Ning, nang, nong, nadala de Josep Cortés i Buhigas
- Nochebuena: canción de cuna, nadala
- Nochebuena: villancico, nadala, probablemente sobre una poesía de Joan Baptista Bertran
- El ocaso, para coro
- Oh, bon Jesús!, sobre una poesía de Josep Maria Torrents i Solé
- Plegaria a Jesús (1946), motete con letra de Melcior Colet
- Una pluja d'or (1960), nadala con letra de Josep Cortés
- Primavera, sobre una poesía de Josep Iglésies
- Primaveral (1945), para soprano y orquesta, sobre una poesía de Maria Verger i Ventanyol|Maria Verger
- Romance (1961), sobre poesía de Félix Antonio González
- Salutación a María Santísima, letra de Josep Maria Torrents
- Una vela blanca... (de l'estela d'or) (1945), para soprano y orquesta, sobre una poesía de Maria Verger
- La viola

- Canciones sobre poesías castellanas de la Edad Media y del Renacimiento:
  - De autor anónimo Aquel caballero, madre! (1956), ¡Enamorado vengo! (1951), ¿Por qué me besó Perico? (1951), Por un pajecillo (1954), Quiero dormir y no puedo (1951), Tres morillas me enamoran (1951)
  - De Gil Vicente: Dicen que me case yo (1951), ¡Malhaya quién los envuelve! (1954)
  - De Lope de Vega: ¡Trébole!

### Música coral
- Poema de la Resurrección (1960), con letra de Miquel Melendres

### Música de cámara
- Scherzo y coral con variaciones, quinteto de viento.

### Ópera
- Amunt (1958), ópera estrenada en el Gran Teatro del Liceo, con libreto de Jaume Picas, con la intervención de Josep Carreras haciendo de niño.
- En Tirant lo Blanc a Grècia (1958), ópera bufa con texto de Joan Sales que versionaba la obra original
- Lirio di valli (1957)

### Orquesta
- Preludio para un drama musical.
- Canciones catalanas, soprano solista  (1936)
- Canciones castellanas, soprano solista (1951)
- Concierto para oboe y orquesta (1953). El autor hizo una reducción para oboé y piano
- Concierto para arpa y orquesta (1955)

### Sardanas
- La festa de Sant Llorenç: Climentona (1964)
- Lleida
- Noia xica
- La sardana per a l'òpera marina (1968)

## Archivos sonoros
- Idil·li en archivos MIDI por la Coral Universitaria de Granada Archivos: General, y separados en voces de soprano, de contralto, de tenor y de bajo

### Obras de Altisent
- Altisent, Joan ([DL 1958]). Amunt! : Sull'aria ed il vento : òpera en tres actes i cinc quadres. [Barcelona]: Aymà.

- Altisent, Joan ([19--]). Aplec de cançons per a cant i piano. Barcelona: A. Boileau i Bernasconi.

- Altisent, Joan ([19--?]). Cuaderno de música. Barcelona: Imp. Bofarull. Contiene Cançonetas pera piano i cant; Tango pera piano; Polca pera piano; Marcha pera piano; Schotisch pera piano; Danza pera violí i piano

### Obras sobre Altisent
- Honnegger, Marc (dir.) (1994). Diccionario biográfico de los Grandes Compositores de la Música. Madrid: Espasa Calpe.

- Varela de Vega, Juan Bautista. «Semblanza de Juan Altisent». Boletín de la Real Academia de Bellas Artes de la Purísima Concepción (29 (1994)).

- «¿Quién es Joan Altisent?». Wagneriana (54 (2005)).